# 狼爪瓦松
狼爪瓦松（学名：Orostachys cartilaginea）为景天科瓦松属下的一个种。

## 扩展阅读
- 維基物種上的相關：狼爪瓦松